# St Paul's School (Londres)
La St Paul's School, fundada en 1509 por John Colet, es una de las escuelas independientes más importantes del Reino Unido. Situada en el barrio londinense de Barnes, junto al puente de Hammersmith, las instalaciones actuales fueron inauguradas en 1968. 

La escuela St. Paul's es una de las nueve Clarendon Schools, las escuelas públicas británicas incorporadas a la Ley de Colegios Privados de 1868 (Public Schools Act 1868), junto con Charterhouse School, Eton College, Harrow School, Merchant Taylors' School, Rugby School, Shrewsbury School, Westminster School y Winchester College.

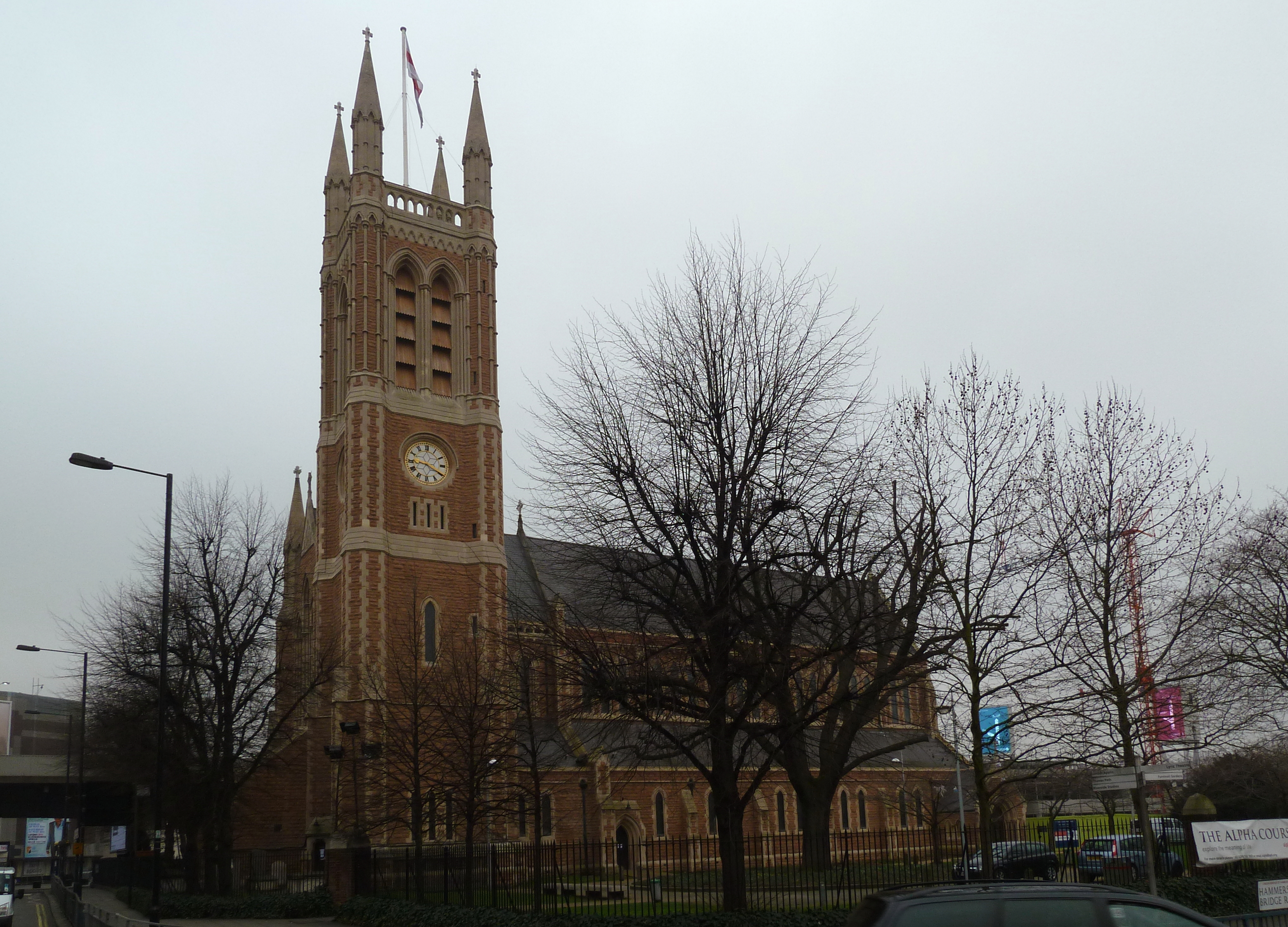
St Paul's

Toma su nombre del Antigua Catedral de San Pablo, que tenía una escuela desde 1103. Sin embargo, esta escuela había dejado de existir en el siglo XVI, por lo cual Colet, el Dean del Catedral, decidió abrir una nueva en el cementerio de St Paul's. Esta escuela fue destruida durante el Gran Incendio de Londres de 1666. Tras ocupar sucesivas instalaciones, en 1884 el arquitecto Alfred Waterhouse diseñó un nuevo edificio en el barrio londinense de Hammersmith. Durante la Segunda Guerra Mundial, este edificio fue utilizado por el entonces general Bernard Montgomery, un antiguo alumno de la escuela, como cuartel general del XXI Army Group para sus campañas militares, incluyendo la de la Batalla de Normandía en 1944, denominada en clave Operación Overlord.